# Свети Александър Невски (Новосибирск)
Катедрален храм Свети Александър Невски (на руски: Собор во имя Александра Невского) е православен храм в Новосибирск, Русия, носещ името на свети Александър Невски. Храмът е в юрисдикцията на Новосибирска и Бердска епархия на Руската православна църква. Представлява една от първите каменни сгради на територията на Новосибирск (тогава Новониколаевск). Изградена е с червени тухли и има позлатени куполи.

## История
През 1895 г. жителите на Новониколаевск, който едва е обявен за град, се обръщат към епископа на Томск: Макарий (Невски) за ходатайство за построяването в града на храм на името на свети Александър Невски. Образува се комитет по построяването, начело на който е началника на строителството на средносибирския участък от ЖП линията Н.П.Межеников. Построява се временен дървен молитвен дом, средствата от който постъпват в комитета за построяването на храма.
Строителството се извършва от 1897 до 1899 г., като сградата е изпълнена в неовизантийски стил. Въпреки че има противоречия кой е архитектът на храма, всички са единодушни, че той е построен по плановете на църквата „Иконата на Божията майка (Санкт Петерберг)“ (на руски: Ми́лующей иконы Божией Матери в Галерной гавани (Санкт Петербург), която е завършена няколко години по-рано. Храмът е осветен на 29 декември 1899 г., а през 1915 г. получава статут на катедрала.

## Затваряне
През 1937 г. по времето на сталинизма, храмът е затворен. През 1940 г. в зданието се разполага проектен институт („Промстройпроект“). От 1957 г. в него се намира Западно-Сибирската студия за кинохроника (до 1984 г.). През това време напълно са унищожени стенописите. Общо са направени три етажа и в купола е направена стая. През 1984 г. храмът е предаден на Новосибирската филхармония, при което се подготвя превръщането му в концертна зала за камерен хор. В резултат на протести тези планове са отменени.

## Възстановяване
Веднага след предаването на катедралата на църквата се започва възстановяването му, като се построява отново камбанарията, препокриват се куполите на храма, външната и вътрешната планировка се възстановява. В средата на 2000–те години са възстановени стенописите и се завършени основните дейности по иконостаса.

## Интериор
- Иконостасът на катедралата
- Стенописи
- Стенописи
- Стенописи на купола